# Mélinda Hennaoui
Mélinda Raissa Hennaoui (in arabo ميليندا رايسة هناوي‎?; Bouira, 18 marzo 1990) è una pallavolista algerina.
Gioca nel ruolo di schiacciatrice nella Stella Étoile Sportive Calais.

## Carriera
Nata in Algeria ma vissuta in Francia, possedendo dunque la doppia nazionalità, inizia a giocare a pallavolo fin da giovannissima ed all'età di 8 anni, nel 1998, insieme alla sorella maggiore Sehryne Hennaoui, entra a far parte delle giovanili del Lione Saint Fons Volley Club dove resterà per nove stagioni.
Nel 2007 fa il suo esordio nel massimo campionato francese con l'Istres Ouest Provence Volley-Ball. Nel 2008 ottiene la prima convocazione con la nazionale algerina, partecipando alle olimpiadi di Pechino, chiudendo all'ultimo posto.
Nel 2008 viene ingaggiata dall'USSP Albi, ma a termine campionato la squadra viene retrocessa in National 1: nonostante tutto la giocatrice continuerà a rimanere ad Albi.
Nella stagione 2010-11 torna in Pro A con la maglia della Stella Étoile Sportive Calais; nel 2011, con la nazionale, vince la medaglia d'oro ai X Giochi panafricani.

## Palmarès

### Nazionale (competizioni minori)
- Giochi panafricani 2011